# Абдил-Малика
Абдил-Малика — средневековое городище (XIII—XV века) в местности Таш-пак в Южно-Казахстанской области республики Казахстан. 
В 1947 году городище Абдил-Малика исследовалось Южно-Казахстанской археологической экспедицией под руководством А.Н. Бернштама, в 1950 году под руководством Е.И. Агеевой и П.И. Пацевича.

## Описание
Городище Абдил-Малика имеет форму 4-угольного холма с размерами:
Ширина — 220 метров с севера на юг, 180 метров с запада на восток. Высота — 0,5—1 метра.
В середине городища расположен курган в виде четырехугольника. Ширина кургана составляет 40 метров с севера на юг и 60 метров с запада на восток, высота 3 метра.
На территории городища сохранились фрагменты средневековых построек.